# Miklós Németh (atleta)
Miklós Németh (Budapeste, 23 de janeiro de 1946) é um ex-atleta húngaro, campeão olímpico e recordista mundial do lançamento de dardo. É filho de Imre Németh, também ex-recordista mundial e campeão olímpico do lançamento do martelo em Londres 1948.
Em Montreal 1976, 28 anos após seu pai ser campeão olímpico, Miklós, que nunca havia conquistado uma medalha num grande evento internacional, apesar de já ter participado de vários campeonatos europeus e dos Jogos da Cidade do México 1968 e Munique 1972, ganhou a medalha de ouro no dardo com a marca de 94,58 m, um novo recorde mundial no primeiro lançamento, que desmoralizou todos os adversários. O segundo colocado, Hannu Siitonen, da Finlândia, não conseguiu lançar o dardo há menos de 6,5 m da marca de Miklós.
Seu recorde permaneceu vigente por quase quatro anos, até ser batido pelo compatriota Ferenc Paragi em abril de 1980. Pela conquista, ele foi eleito Desportista do Ano da Hungria em 1976.